# 古荣镇
古荣镇（藏語：རྒུ་རུམ་），是中华人民共和国西藏自治区拉萨市堆龙德庆区下辖的一个乡镇级行政单位。

## 行政区划
古荣镇下辖以下地区：
古荣村、那嘎村、南巴村、巴热村、嘎冲村和加入村。